# Ennada carnea
Ennada carnea là một loài bướm đêm trong họ Geometridae.